# Glafira (córka Archelaosa I z Kapadocji)
Glafira (zm. ok. 7) – córka króla Kapadocji Archelaosa I i nieznanej z imienia królowej, zapewne córki króla Kapadocji Ariobarzanesa II Filopatora. Siostra Archelaosa II, króla Cylicji Trachejskiej w latach 17–37 n.e.

## Życiorys
Glafira była trzykrotnie zamężna. Pierwszy raz wyszła za mąż za Aleksandra I, syna króla Judei Heroda I Wielkiego i królowej Mariamme I. Ich małżeństwo wydało na świat dwóch synów: Aleksandra II (ur. 15 p.n.e., zm. zapewne między 26 a 28) oraz Juliusza Tigranesa (zm. 36 n.e.), przyszłego króla Armenii. Mąż Aleksander I został oskarżony razem z rodzonym bratem Arystobulem I o spiskowanie na życie ojca. Glafira była także podejrzewana przez teścia o uczestnictwo w spisku. W sądzie w Berytos jej mąż i szwagier zostali skazani na śmierć przez uduszenie. Wyrok wykonano w Sebaste (Samarii) w 7 p.n.e. Ich ciała w nocy przeniesiono do Aleksandrejonu, gdzie leżał grób Aleksandra z Hasmoneuszów, ojca ich matki oraz groby większości jego przodków. Herod Wielki po śmierci synów, postanowił z troską wychowywać ich dzieci, a swych wnuków.
Glafira po raz drugi wyszła za mąż, za Jubę II, króla Numidii, potem Mauretanii. Do ich spotkania doszło między 2 p.n.e. a 2 r. n.e., kiedy Juba towarzyszył Gajuszowi Cezarowi w podróży na tereny wschodniego brzegu Morza Śródziemnego. Do ślubu doszło zapewne 5 n.e., kiedy zmarła jego pierwsza żona Kleopatra Selene II, córka triumwira rzymskiego Marka Antoniusza i królowej Egiptu Kleopatry VII. Małżeństwo ich trwało krótko, bowiem Juba II zapewne odprawił Glafirę do jej ojca do Kapadocji.
Trzecim i ostatnim mężem Glafiry był etnarcha Judei, Samarii i Idumei Herod Archelaos, brat przyrodni zmarłego Aleksandra I, pierwszego jej męża. Małżonek był synem i następcą króla Judei Heroda I Wielkiego oraz Maltake. Archelaos zakochując się w niej, zostawił swą pierwszą żonę Mariamme. Małżeństwo między nimi zostało zawarte wbrew prawu żydowskiemu, ponieważ Glafira posiadała potomstwo z pierwszego małżeństwa. Związek ich jednak trwał krótko, bowiem Glafira wkrótce zmarła.
Glafira urodziła Aleksandrowi I, pierwszemu mężowi, dwóch synów, Aleksandra II (ur. 15 p.n.e., zm. zapewne między 26 a 28 n.e.), oraz Tigranesa V (zm. 36 n.e.), późniejszego króla Armenii.